# Жирардон, Франсуа
Франсуа́ Жирардо́н (фр. François Girardon; 17 марта 1628, Труа — 1 сентября 1715, Париж) — французский скульптор эпохи «большого стиля», «золотого века» французского искусства второй половины XVII столетия, времени правления короля Людовика XIV (1643—1715).

## Биография
Франсуа Жирардон родился в Труа. Его отец был литейным мастером, сын получил образование столяра и резчика по дереву. Однако художественные способности Франсуа привлекли внимание канцлера Франции Пьера Сегье, выдающегося мецената, который устроил его работать в скульптурную мастерскую Ф. Ангье, а позднее послал для дальнейшего обучения в Рим.
В 1648—1650 годах Франсуа Жирардон учился в Риме у гравёра Филиппа Томассена, а также в мастерской прославленного архитектора и скульптора итальянского барокко Джованни Лоренцо Бернини. Он был поражён мощью и экспрессией этого стиля, но в дальнейшем его взгляды на искусство эволюционировали и, сохраняя элементы барочного мышления, индивидуальный стиль Жирардона всё более тяготел к классицизму.
В 1657 году Жирардон стал членом Королевской академии живописи и скульптуры в Париже, в 1659-м получил должность профессора, а в 1674 году стал адъюнктом (помощником) ректора. В 1690 году, после смерти Шарля Лебрена, Жирардон был назначен генеральным инспектором всех королевских скульптурных работ (inspecteur général des ouvrages de sculpture). В 1695 году стал канцлером Королевской академии.
Всю жизнь Франсуа Жирардон был верен идеологии и эстетике «большого стиля» эпохи «Короля-Солнце» Людовика XIV, главной особенностью которого было импозантное соединение элементов классицизма и барокко. Он умер в Париже в тот же день, что и король Франции, 1 сентября 1715 года.

## Творчество
Вернувшись в 1651 году в Париж из Рима, Жирардон сразу же снискал расположение первого живописца короля и руководителя всех строительных предприятий Шарля Лебрена. В результате у него появилось множество заказов, которые он выполнял с большим техническим мастерством. Его первые крупные работы во Франции — создание скульптур для парка Во-ле-Виконт под руководством Лебрена и ландшафтного архитектора Андре Ленотра. В 1663—1667 годах Жирардон вместе с другими скульпторами создавал лепную часть в технике стукко «Галереи Аполлона» во дворце Лувра по проекту Ш. Лебрена.
С 1666 года Франсуа Жирардон работал в Версале. Для Колоннады Ж. Ардуэна-Мансара южного партера версальского парка Жирардон создал скульптурную группу «Плутон, похищающий Прозерпину» (1678—1699). «Победа Франции над Испанией» (1680—1682), скульптура «Зима» (1675—1683) и другие. Скульптуры «Грота Тефиды (Грота Аполлона)» (1666—1672) характерны классической ясностью и уравновешенностью. Считается, что в этой работе Жирардон вдохновлялся статуей Аполлона Бельведерского. Спустя столетия произведением Жирардона восхищался Огюст Ренуар.
Важную страницу истории искусства составляет своеобразное заочное соревнование двух скульпторов: Бернини и Жирардона. Гений итальянского барокко во время своего визита в Париж в апреле 1665 года создал мраморный бюст Людовика XIV. По возвращении в Рим, Бернини изваял монументальную конную статую короля Людовика в образе Александра Македонского. Когда же её в 1685 году доставили в Париж (после смерти автора), французский король нашёл её отвратительной и хотел уничтожить. Тогда Ф. Жирардон переделал её в изображение древнеримского героя Марка Курция. Реплики этого произведения в бронзе установили: одну в парадном дворе (курдонёре) Версаля, другую во Дворе Наполеона у входа в Музей Лувра.
Ещё одну конную статую короля Жирардон выполнил в 1692 году. В 1699 году её установили в центре Площади Людовика Великого (позднее: Вандомская площадь) в Париже (статуя была уничтожена во время Французской революции в 1789 году). Ранее, в 1784 году королевским указом уменьшённая реплика памятника была помещена в Антиквариум Лувра. Она неоднократно воспроизводилась в гравюрах и стала одним из прообразов многих других подобных монументов последующих эпох, в том числе конного памятника «Великому курфюрсту» в Берлине А. Шлютера, ныне перенесённого в Шарлоттенбург (1696, отлит в 1700 г.), памятника курфюрсту Саксонскому Б. Пермозера в Дрездене, монумента Петру Великому в Санкт-Петербурге Бартоломео Карло Растрелли Старшего (1716).
В 1675—1694 годах Жирардон работал над созданием надгробия кардинала Ришельё, расположенного в хоре Церкви Сорбонны. Кардинал изображён как бы живым, сидящим на гробнице и смотрящим в сторону алтаря. Две аллегорические фигуры скорбящих женщин олицетворяют религию и науку. Надгробие было почти разрушено толпой во время Французской революции, но защищено археологом Александром Ленуаром, который получил при обороне памятника штыковое ранение. Ленуар перенёс скульптуру в безопасное место, в созданный им в 1795 году «Музей французских памятников».
Среди других известных работ Жирардона: надгробие принцессы Конти (1672—1675), группа «Анхиз и Эней» (сад Тюильри в Париже), гробница Лувуа в церкви Сент-Эсташ в Париже, гробница Биньона, королевского библиотекаря в Сен-Никола-дю-Шардонне (Париж, 1656), мраморные бюсты Людовика XIV и Марии Терезии, бронзовое распятие в церкви Сен-Реми в Труа.

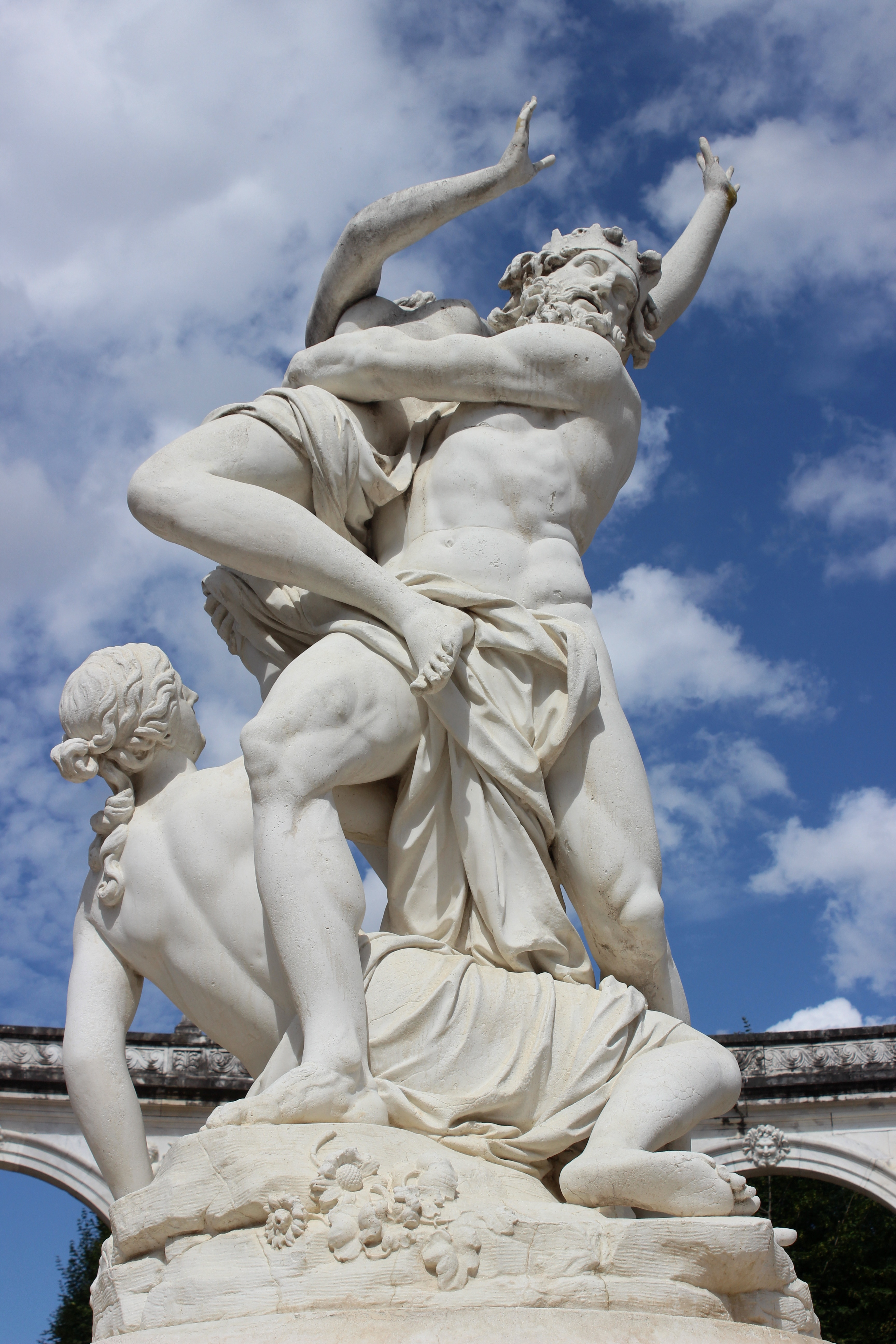
Плутон, похищающий Прозерпину. 1678—1699. Версальский парк (копия)
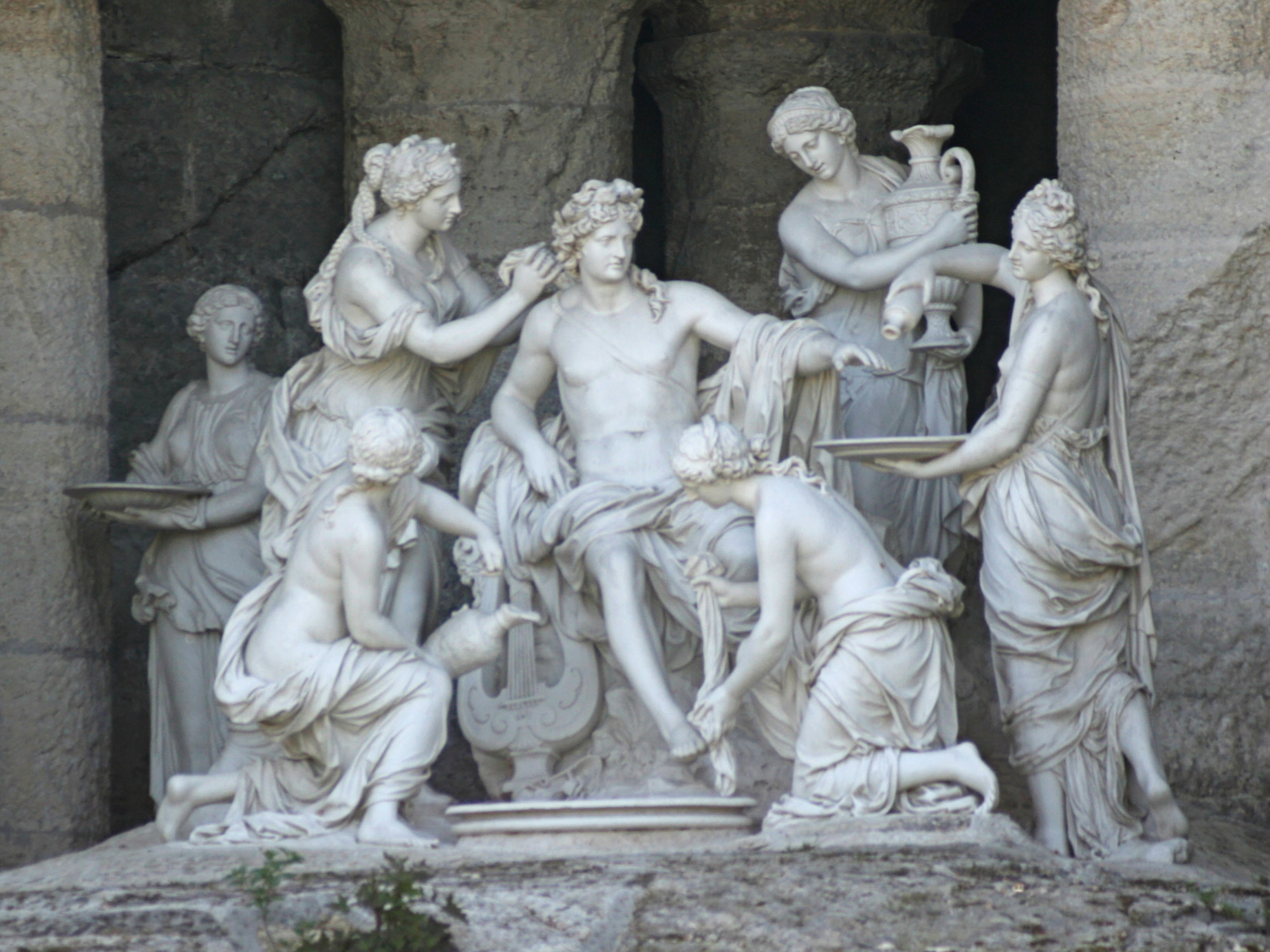
Грот Тефиды (Аполлон и пять нимф). 1666—1672. Версальский парк (копия)
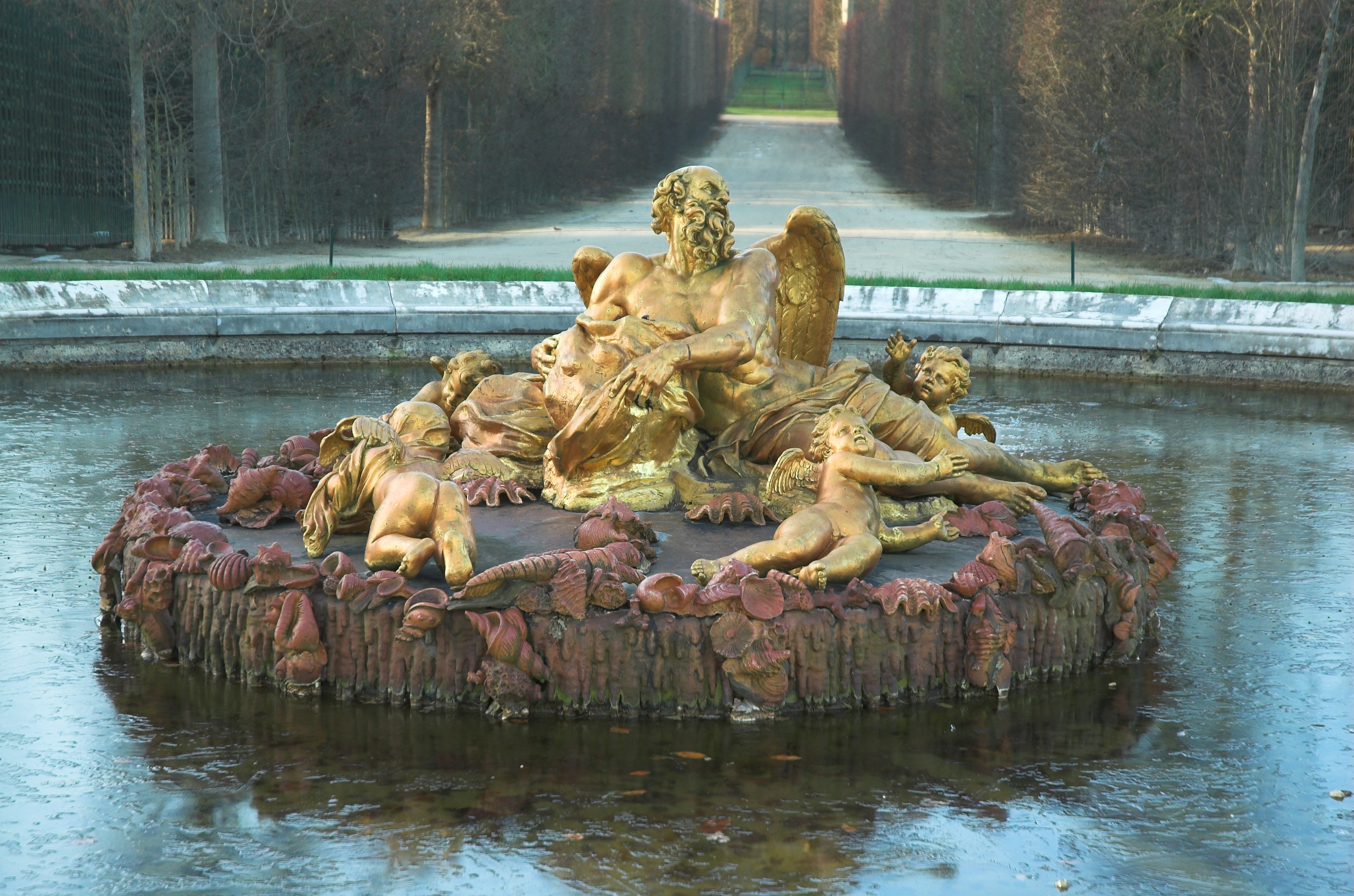
Бассейн Сатурна. 1672—1677. Версальский парк
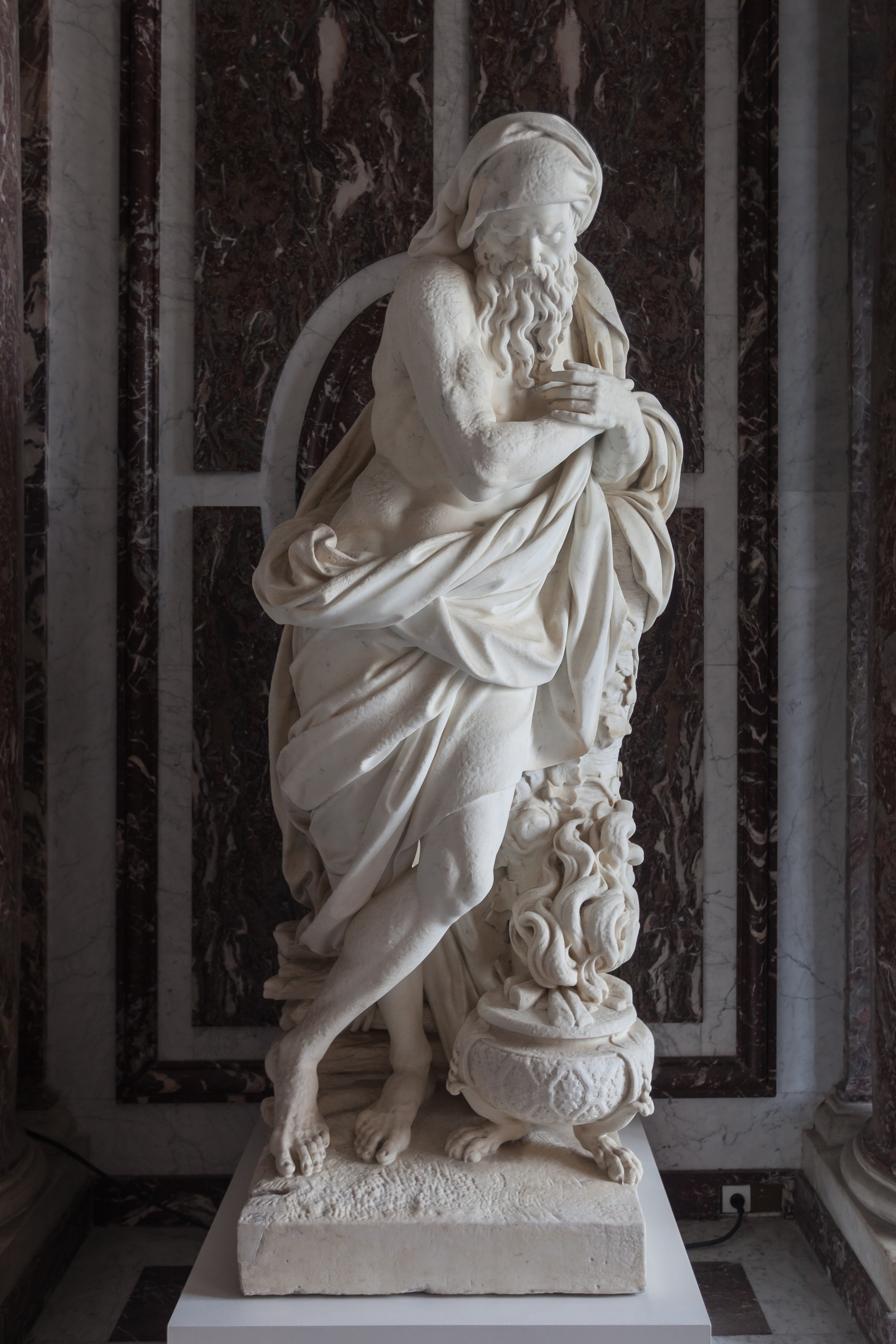
Зима. Версальский дворец
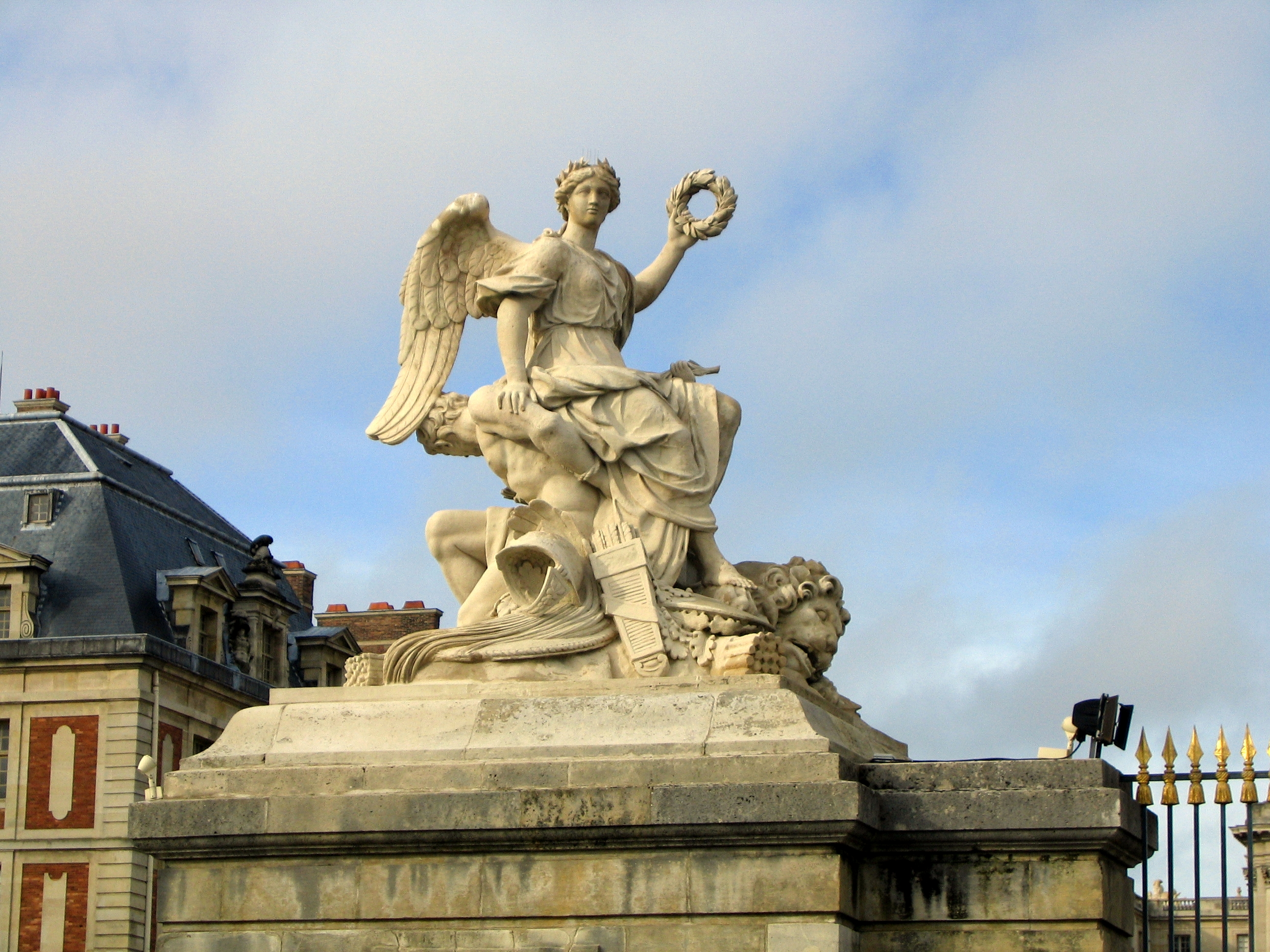
Победа Франции над Испанией. 1680—1682. Версаль
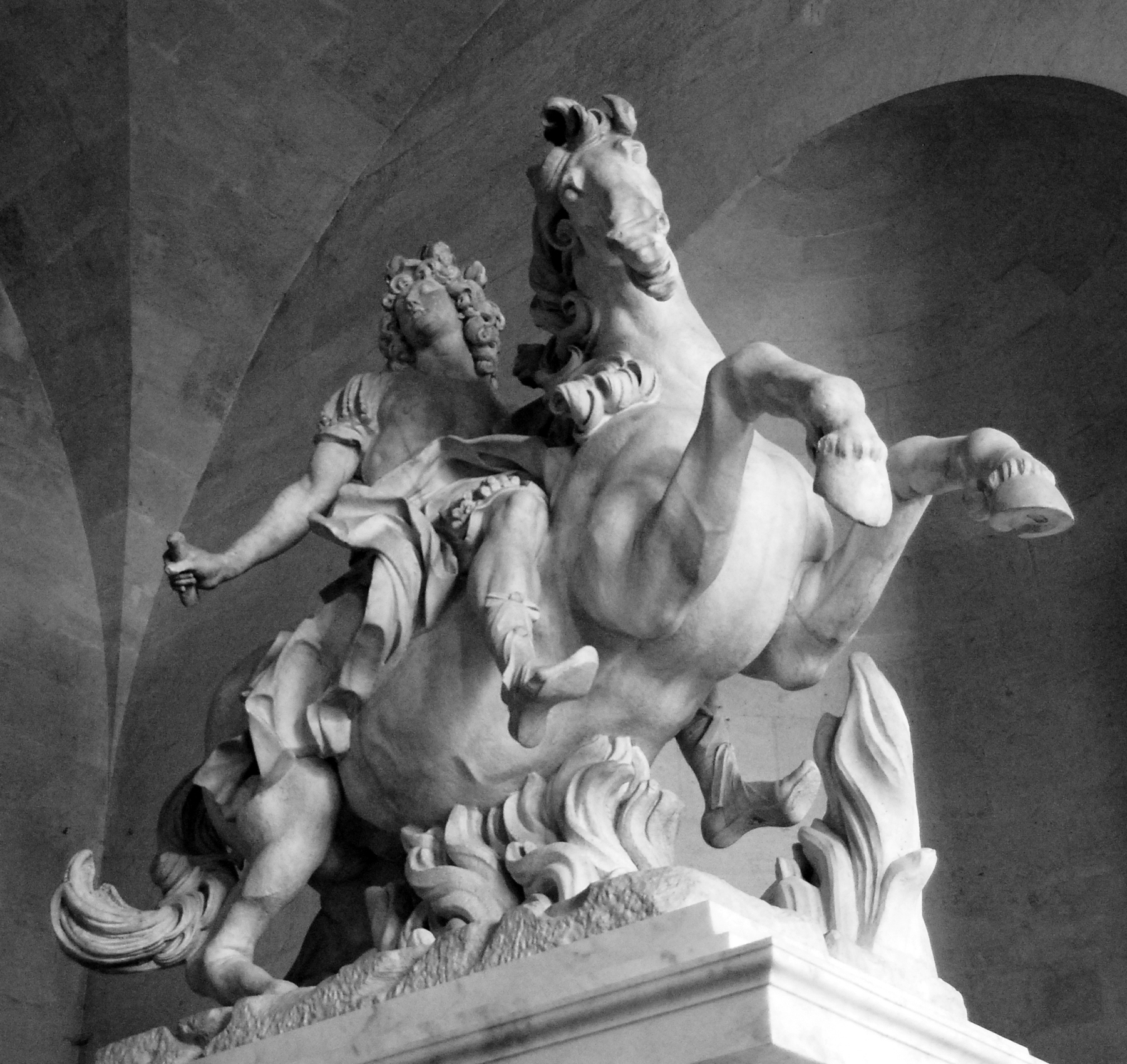
Дж. Л. Бернини — Ф. Жирардон. Конная статуя Людовика XIV в образе Марка Курция. 1687. Версальский дворец
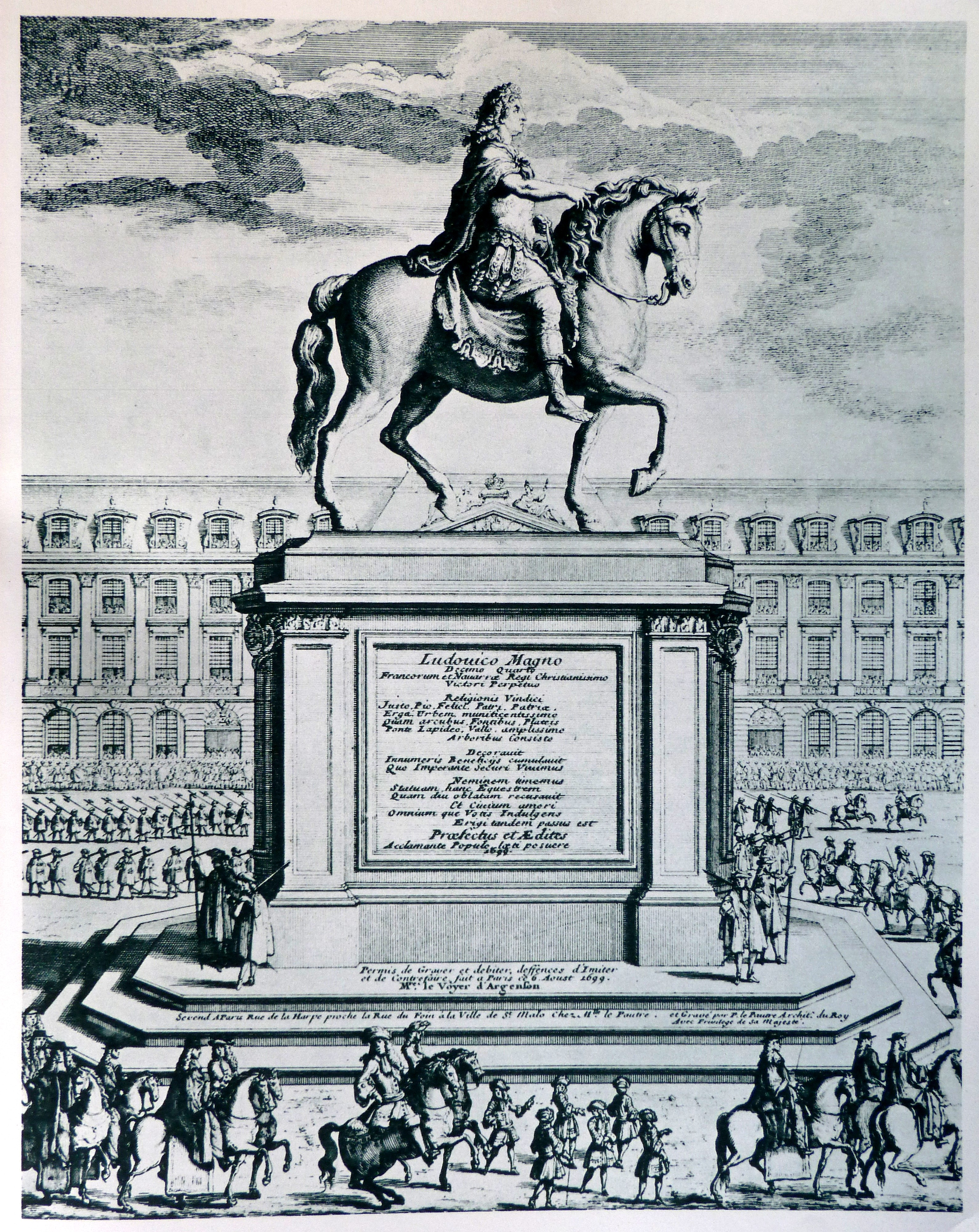
Открытие монумента Людовику XIV 13 августа 1699 г. Офорт П. Лепотра. Ок. 1699
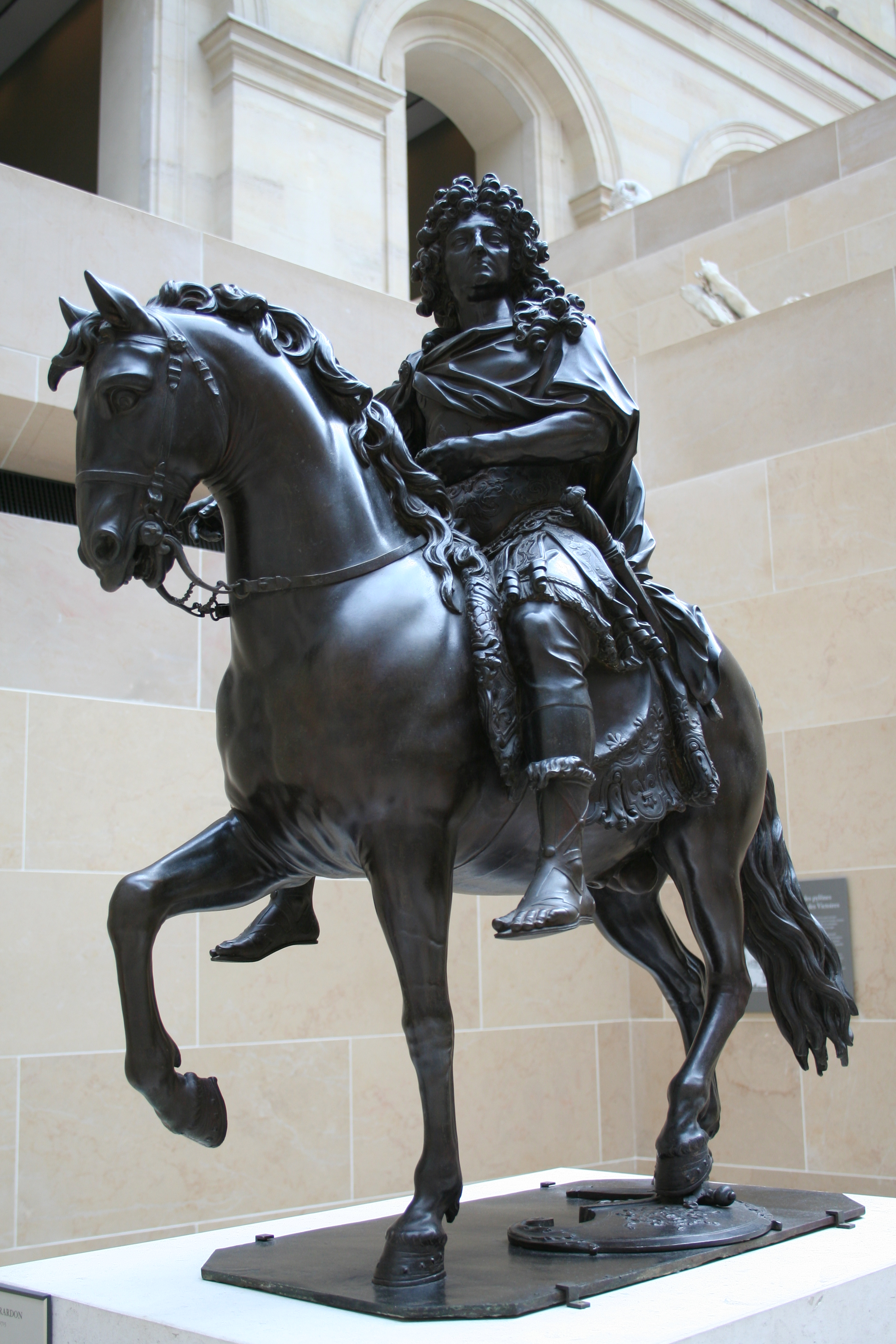
Конная статуя короля Людовика XIV. 1692 (реплика). Лувр, Париж
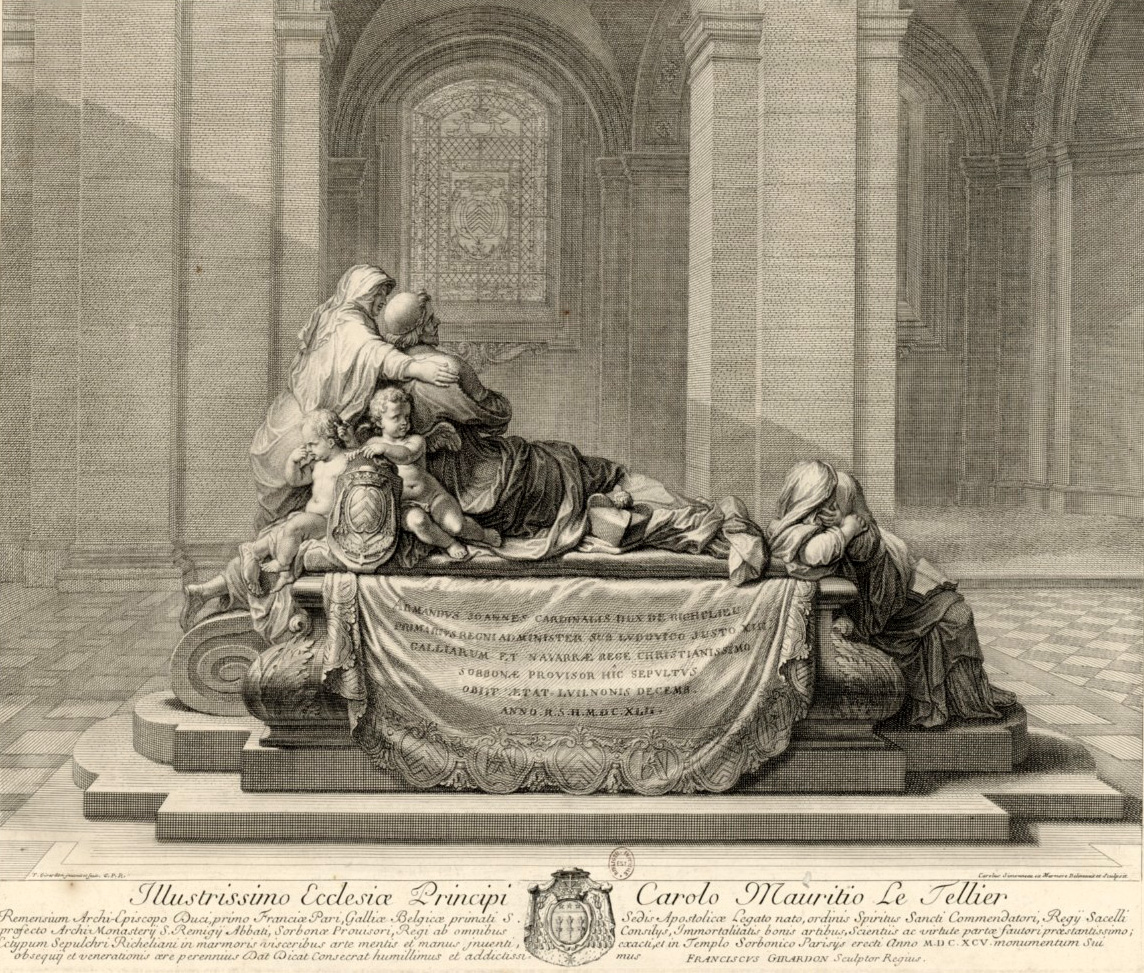
Надгробие кардинала Ришельё. Гравюра Ш.-Л. Симонно
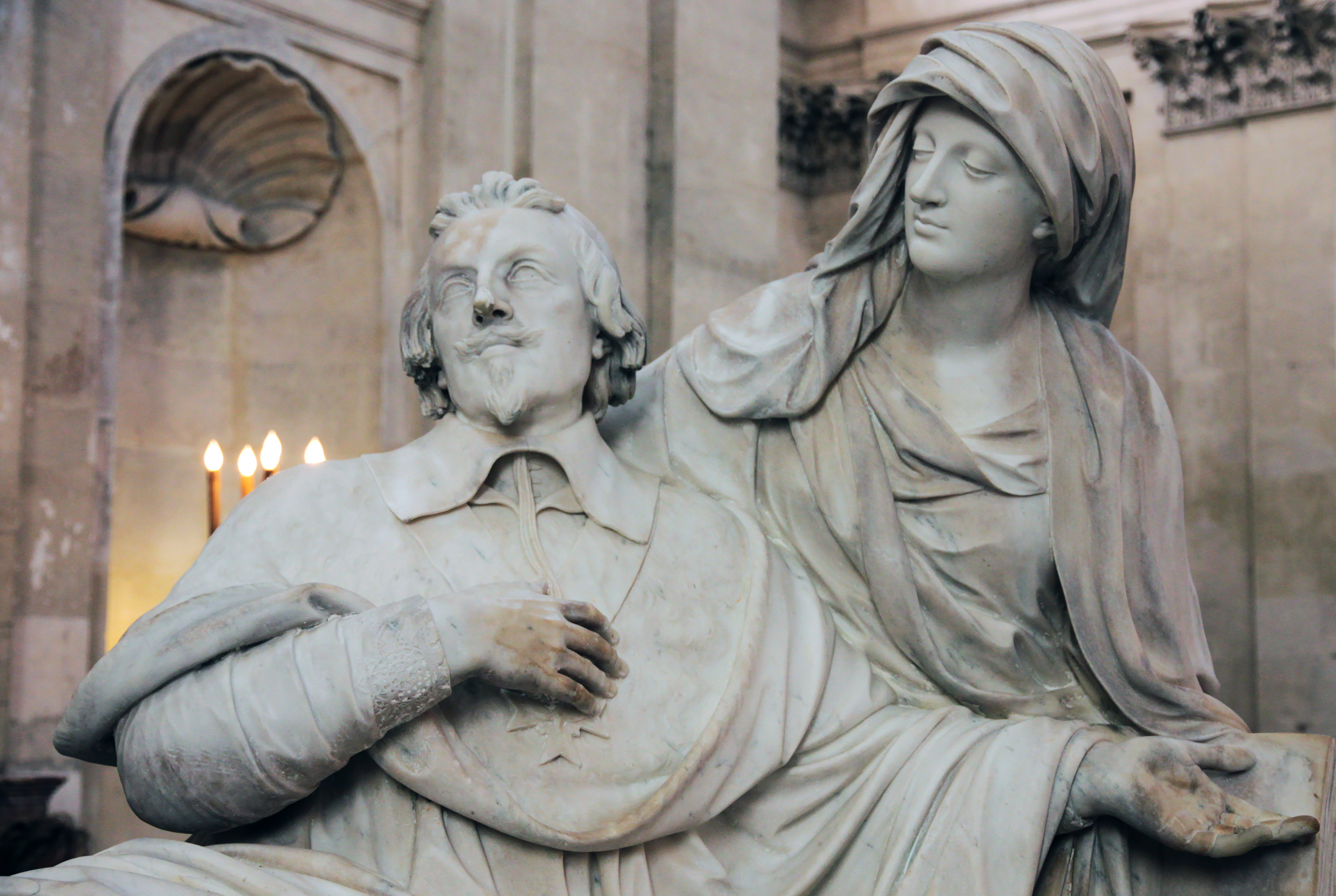
Надгробие кардинала Ришельё. Деталь
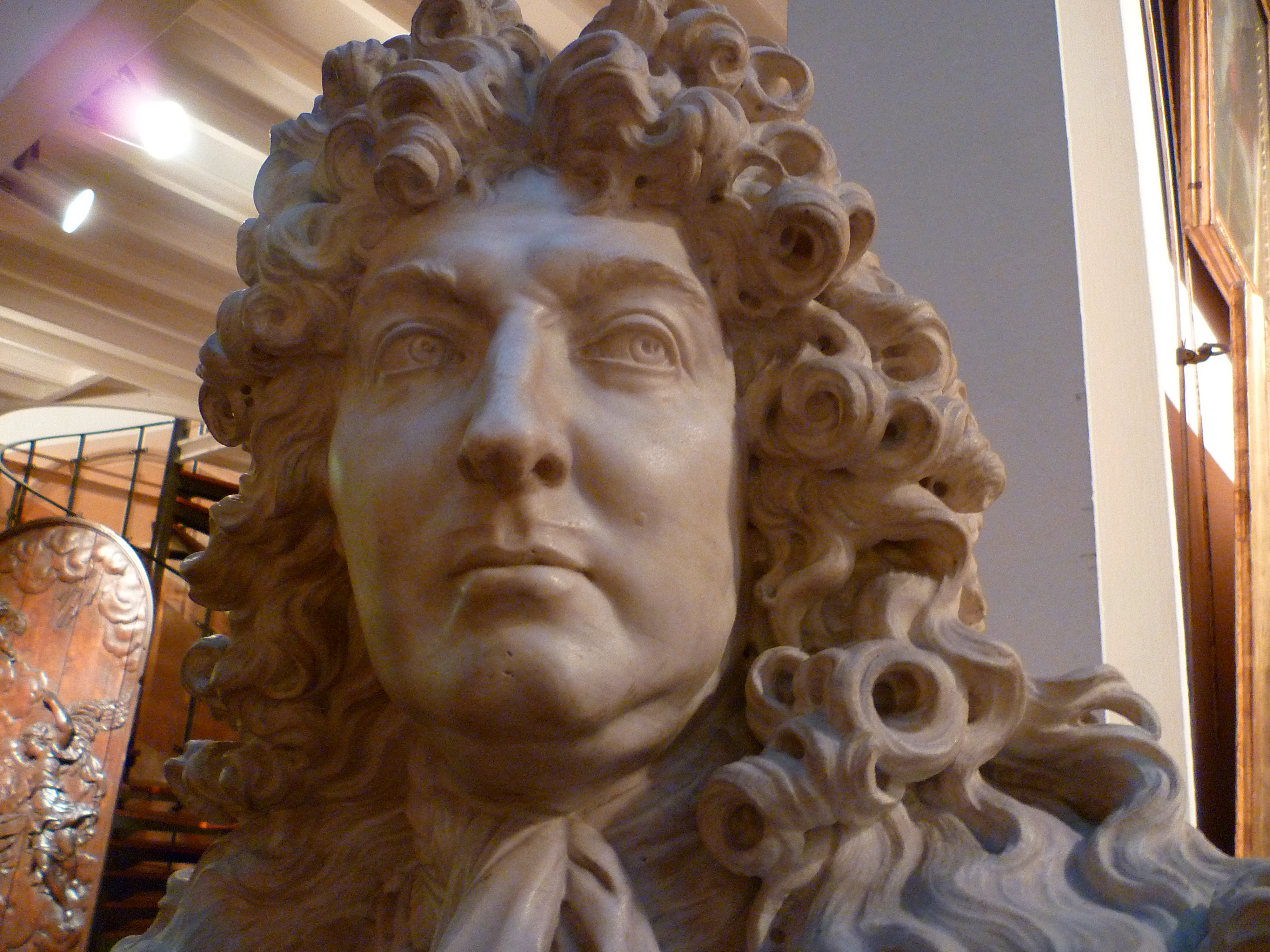
Бюст Людовика XIV. Музей Сен-Лу, Труа